# Walton Bridge
Walton Bridge je silniční obloukový most mezi obcemi Walton-on-Thames a Shepperton v blízkosti Londýna. Je posledním mostem na řece Temži před jejím vstupem do Velkého Londýna.
První most, který se nacházel na místě dnešního, měl dřevěnou konstrukci a byl dílem britského inženýra a architekta Williama Etheridgea, známého zejména pro návrh Cambridge mostu Mathematical Bridge. Výstavba probíhala mezi rokem 1748 a srpnem 1750 a s délkou hlavního rozpětí 40 m byl do roku 1756 mostem s nejdelším rozpětím ve Velké Británii. Tento most byl kvůli hnití dřevěné konstrukce v roce 1783 nakonec rozebrán. Dnes je první most známý jako Old Walton Bridge.
Druhý most byl kamenný a byl dokončen v roce 1788. Jeho autorem byl James Paine. V roce 1859 se část mostu zřítila a do dokončení třetího mostu byl mezi břehy provozován přívoz. Třetí most byl postaven v letech 1863 – 1864 podle návrhu architekta E. T. Murraye a částečně byl poškozen v druhé světové válce. Od dokončení čtvrtého mostu až do roku 1985, kdy byl třetí most zničen, byl využíván chodci a cyklisty. Čtvrtý most byl postaven vedle třetího v roce 1953 a jeho architektem byl A. M. Hamilton. V roce 1999 byl postaven pátý most na místě třetího. Otevřen byl v prosinci téhož roku. Po jeho dokončení sloužil čtvrtý most pouze pro chodce a cyklisty.
Na místě čtvrtého a pátého mostu, které byly později zničeny, byl mezi 9. lednem 2012 a 22. červencem 2013 postaven dnešní obloukový most. Jeho výstavba stála 32,4 milionu liber. Na rozdíl od předešlých mostů, kvůli lodní dopravě na Temži šestý most nemá žádné pilíře. Jeho mostovka se nachází 5,56 m nad hladinou Temže.

## Galerie

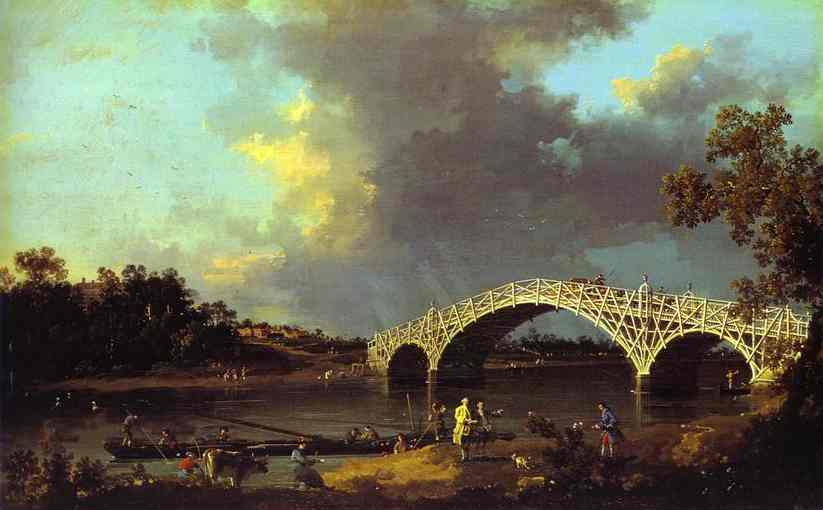
První most na olejomalbě Old Walton Bridge od Canaletta (1754)
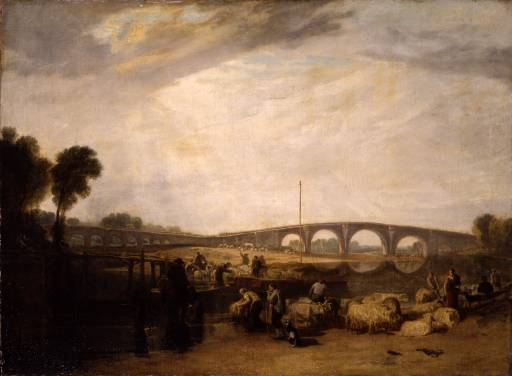
Druhý most na olejomalbě Walton Bridges Williama Turnera (okolo 1806)
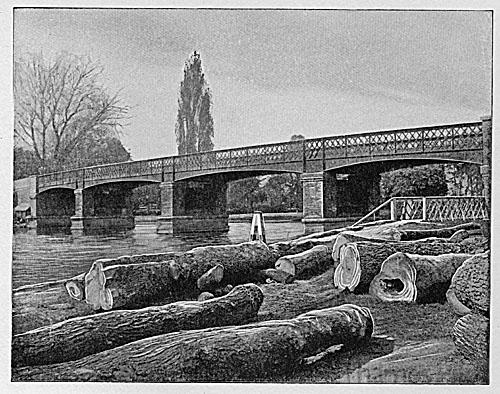
Třetí most (1897)
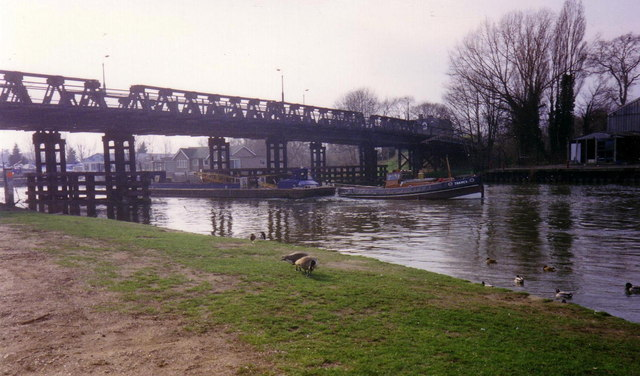
Čtvrtý most (1991)
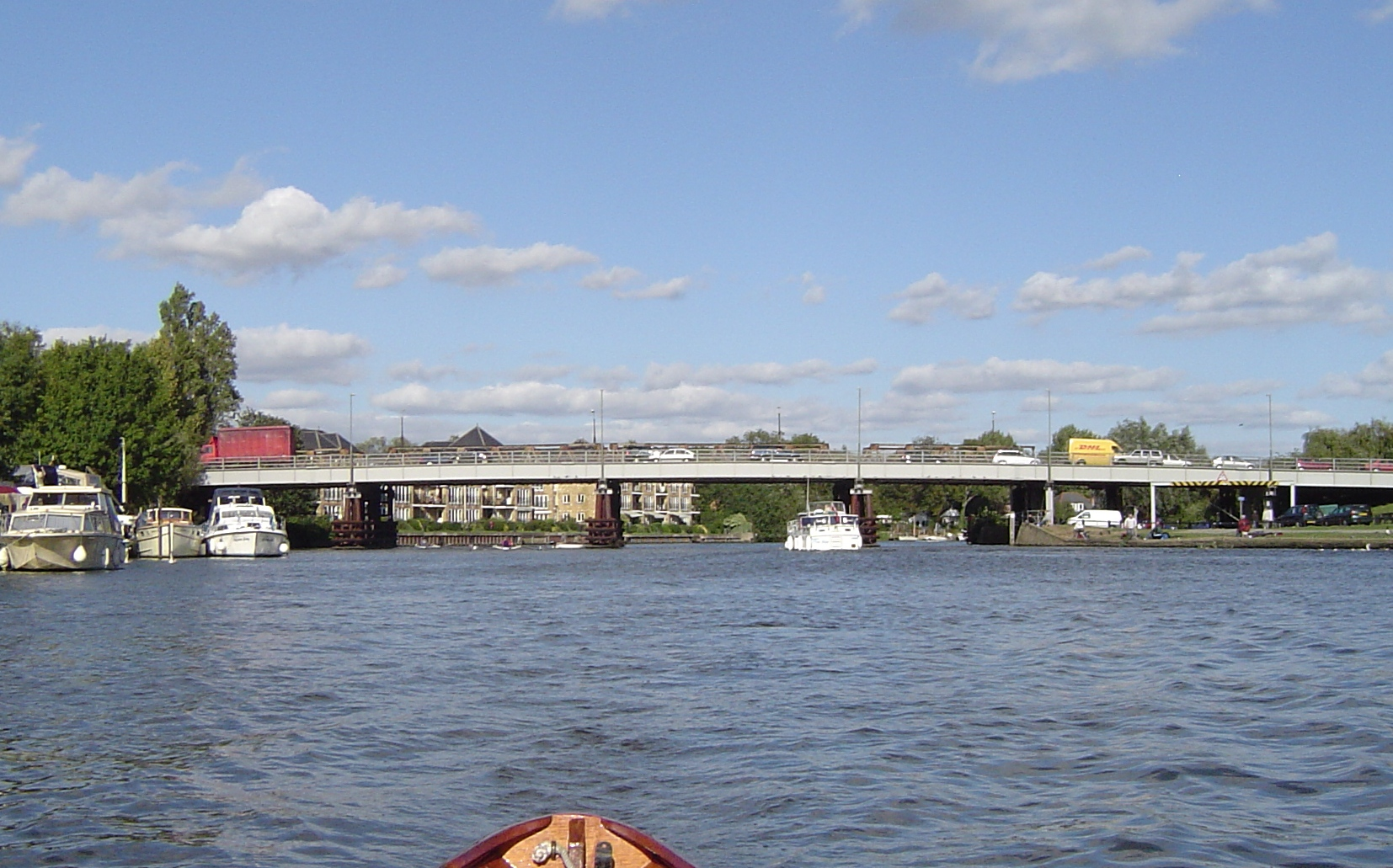
Pátý most (2006)
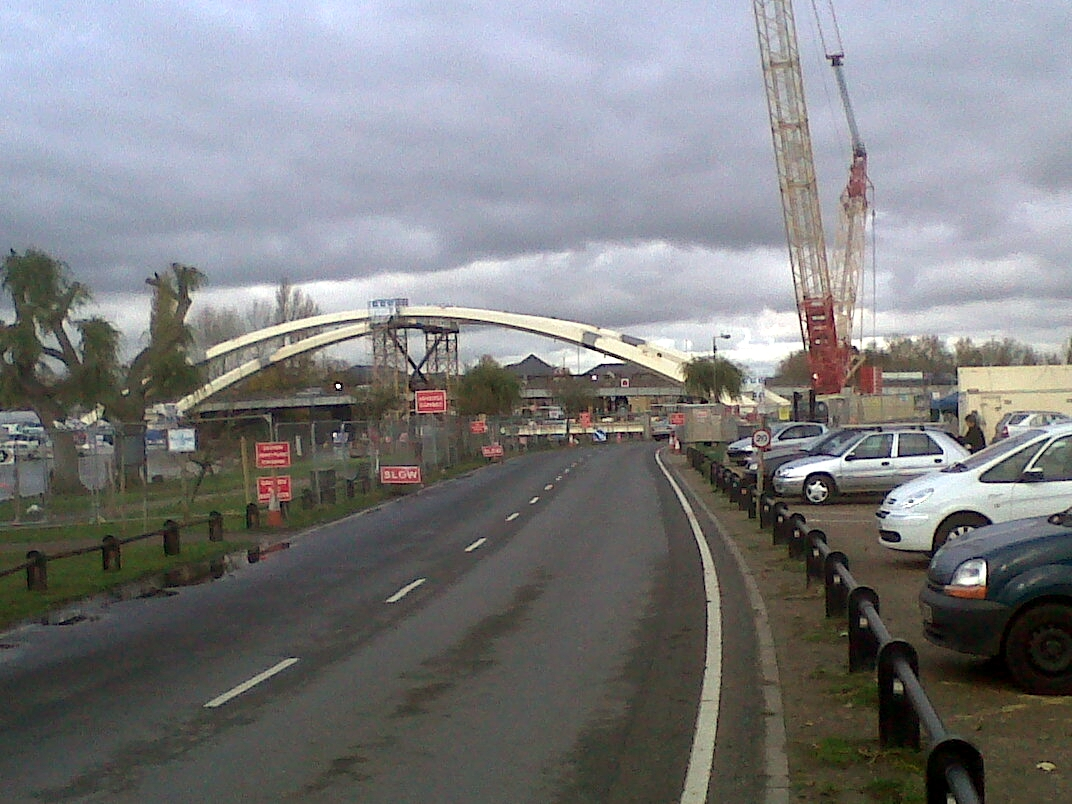
Šestý most ve výstavbě (2012)